# Lowlow
lowlow (* 4. September 1993 in Rom als Giulio Elia Sabatello) ist ein italienischer Rapper.

## Werdegang
Der Rapper nahm schon mit 13 Jahren an Freestyle-Wettbewerben teil. 2011 erschien sein erstes Mixtape Metriche vol. 1 beim unabhängigen Label Honiro. Es folgten Projekte zusammen mit anderen Rappern, am erfolgreichsten davon war die Zusammenarbeit mit seinem Schulfreund Mostro 2014. Das zweite Mixtape Metriche vol. 2 erschien 2015. 2016 steuerte lowlow ein Lied zum Soundtrack des Hip-Hop-Films Zeta von Cosimo Alemà bei. Danach wechselte er zum Label Sugar, wo er mit der erfolgreichen Single Ulisse debütierte. Anfang 2017 veröffentlichte der Rapper schließlich sein erstes offizielles Album Redenzione, das Platz vier der italienischen Albumcharts erreichte.
Nach weiteren Singles, darunter Sbagliato zusammen mit Riki, veröffentlichte lowlow 2018 sein zweites Album Il bambino soldato, das jedoch nicht an den Erfolg des Vorgängers anschließen konnte.

## Diskografie

### Alben und EPs
| Jahr | Titel                 | Höchstplatzierung, Gesamtwochen, AuszeichnungChartsChartplatzierungen (Jahr, Titel, Platzierungen, Wochen, Auszeichnungen, Anmerkungen) | Anmerkungen                                    |
| Jahr | Titel                 | IT | Anmerkungen                                    |
| ---- | --------------------- | --- | ---------------------------------------------- |
| 2013 | Per sempre            | IT50 (3 Wo.)IT | lowlow & Sercho; Honiro                        |
| 2014 | Scusate per il sangue | IT9 Gold · (4 Wo.)IT | lowlow & Mostro; EP; Honiro Verkäufe: + 25.000 |
| 2017 | Redenzione            | IT4 Gold · (8 Wo.)IT | Sugar Verkäufe: + 25.000                       |
| 2018 | Il bambino soldato    | IT15 (3 Wo.)IT | Sugar                                          |
| 2020 | Dogma 93              | IT40 (1 Wo.)IT |                                                |

### Singles
| Jahr | Titel Album                                 | Höchstplatzierung, Gesamtwochen, AuszeichnungChartsChartplatzierungen (Jahr, Titel, Album, Platzierungen, Wochen, Auszeichnungen, Anmerkungen) | Anmerkungen                        |
| Jahr | Titel Album                                 | IT | Anmerkungen                        |
| ---- | ------------------------------------------- | --- | ---------------------------------- |
| 2013 | Raw Diamonds Per sempre                     | IT— GoldIT | lowlow & Sercho Verkäufe: + 25.000 |
| 2014 | L’origine del male Scusate per il sangue    | IT48 (1 Wo.)IT | lowlow & Mostro                    |
| 2014 | Supereroi falliti Scusate per il sangue     | IT— PlatinIT | lowlow & Mostro Verkäufe: + 50.000 |
| 2014 | Scusate per il sangue                       | IT— GoldIT | lowlow & Mostro Verkäufe: + 25.000 |
| 2016 | Ulisse Redenzione                           | IT10 ×2Doppelplatin · (18 Wo.)IT |                                    |
| 2017 | Il sentiero dei nidi di ragno Redenzione    | IT32 Gold · (5 Wo.)IT | Verkäufe: + 25.000                 |
| 2017 | Arirang Redenzione                          | IT75 (1 Wo.)IT |                                    |
| 2017 | Niente di più stupido di sognare Redenzione | IT93 (1 Wo.)IT |                                    |
| 2018 | Sbagliato –                                 | IT19 (2 Wo.)IT | feat. Riki                         |

## Belege
1. ↑  Alben von Lowlow. In: Italiancharts.com. Hung Medien, abgerufen am 17. Dezember 2019.
2. 1 2 3 4 5 6  Certificazioni. FIMI, abgerufen am 17. Dezember 2019.
3. ↑  Archivio classifiche Top Singoli. FIMI, abgerufen am 4. April 2018 (italienisch).

| Personendaten    | Personendaten                                |
| ---------------- | -------------------------------------------- |
| NAME             | Lowlow                                       |
| ALTERNATIVNAMEN  | lowlow; Sabatello, Giulio Elia (Geburtsname) |
| KURZBESCHREIBUNG | italienischer Rapper                         |
| GEBURTSDATUM     | 4. September 1993                            |
| GEBURTSORT       | Rom                                          |